# She Landed a Big One
She Landed a Big One è un cortometraggio muto del 1914 diretto e interpretato da Wallace Beery.
Il film fa parte di una serie di comiche che hanno come protagonista il personaggio di Sweedie, interpretato da Beery travestito da ragazza.

## Produzione
Il film fu prodotto dalla Essanay Film Manufacturing Company, undicesimo titolo della serie dedicata a Sweedie.

## Distribuzione
Distribuito dalla General Film Company, il film - un cortometraggio di una bobina - uscì nelle sale cinematografiche USA il 19 ottobre 1914. È conosciuto anche il titolo She Landed a Lord.